# Richard Wetz
Richard Wetz (Gleiwitz, 26 febbraio 1875 – Erfurt, 16 gennaio 1935) è stato un compositore tedesco del periodo tardo-romantico. È conosciuto per le sue tre sinfonie. In queste opere egli «sembra porsi l'obiettivo di continuare immediatamente l'opera di Bruckner, con il risultato di essere finito ai margini della storia della musica».

## Opere

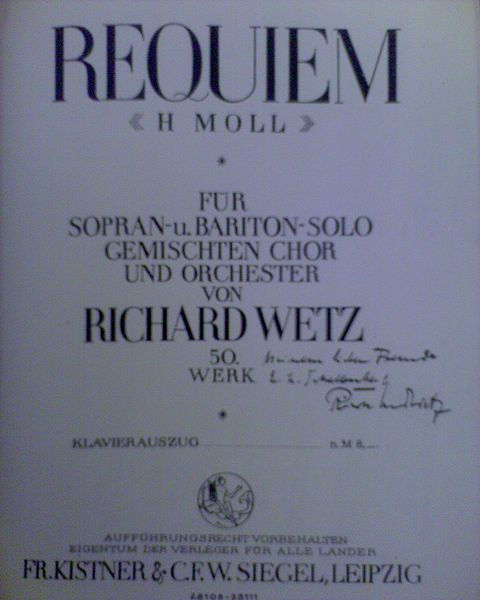
Copertina del Requiem in si minore, una delle principali opere di Wetz.

L'elenco delle opere di Richard Wetz contiene 58 numeri, oltre ad alcune composizioni pubblicate senza numerazione. Le Op. 1-4 e 6 sono considerate non più rintracciabili. L'Autore ha peraltro rigettato altre pagine giovanili dotate di numero d'opus.

### Opera lirica
- Giuditta op. 13 (3 atti; Libretto: Richard Wetz)
- Das Feuer ewige (Il Fuoco Eterno) op. 19 (atto unico; Libretto: Richard Wetz, pubblicato nel 1910.)

### Opere corali
- Traumsommernacht (Notte da sogno d'estate) op. 14 per coro femminile e orchestra (Ed. Kistner, 1912)

(Registrazione: Augsburg collegio di musica da camera, coro, Renania-Palatinato Filarmonica di Stato, Werner Andreas Albert, 2004)
- Gesang des Lebens (Canzone della Vita) op. 29 per coro giovanile e orchestra (Ed. Kistner, 1910)

(Registrazione: Renania-Palatinato Filarmonica di Stato e Coro Giovanile di Stato, Werner Andreas Albert, 2001)
- Chorlied aus auf Edipo "Nicht geboren ist das Beste" Colonos (Coro canzone da Edipo a Colono: "La nascita non è la miglior cosa") op. 31 per coro misto e orchestra (su Sofocle) (Ed. Kistner, 1912)
- Hyperion op. 32 per baritono, coro misto e orchestra (su Hölderlin), partitura vocale pubblicata da Kistner, 1912

(Registrazione: Markus Köhler, Augsburg College of Music Chamber Choir, Renania-Palatinato Filarmonica di Stato, Werner Andreas Albert, 2004)
- Der dritte Salmo (Il terzo salmo) op. 37 per baritono, coro misto e orchestra
- Quattro canzoni profane (Kyrie, Et incarnatus est, Crucifixus, Agnus Dei) per coro, a cappella op. 44
- Kreuzfahrerlied (canzone conducente Croce) op. 46 per coro misto (su Hartmann von Aue) (pubblicato 1910)
- Requiem in si minore op. 50 per soprano, baritono, coro misto e orchestra (Ed. 1925)

(Registrazione: Marietta Zumbült, Mario Hoff, Erfurt Cathedral Choir, Coro Filarmonico di Weimar, Turingia Weimar Orchestra di Stato, George Alexander Albrecht, CPO 2003)
- Ein Weihnachts-Oratorium auf alt-deutsche Gedichte (oratorio di Natale su antiche poesie tedesche) op. 53 per soprano, baritono, coro misto e orchestra
- Drei Weihnachtsmotetten für unbegleiteten gemma. Chor op. 58
- Liebe, Leben, Ewigkeit, (Amore, vita, eternità) frammento oratorio (su Goethe, mancanti)

### Orchestra
- Kleist-Ouverture in re minore op. 16 (Kistner, 1908)

(Registrazione: Renania-Palatinato Filarmonica di Stato, Werner Andreas Albert, CPO 1999)
- Sinfonia n. 1 in do minore op. 40 (Ed. Simrock, 1924)

(Registrazione: Orchestra Filarmonica di Cracovia, Roland Bader, CPO 1994)
- Sinfonia n. 2 in la maggiore op. 47 (Ed. 1925)

(Registrazione: Renania-Palatinato Filarmonica di Stato, Werner Andreas Albert, CPO 1999)
- Sinfonia n. 3 in si bemolle maggiore (in realtà si bemolle minore) op. 48

(Registrazione: Renania-Palatinato Filarmonica di Stato, Werner Andreas Albert, CPO 2001)
(Konzerthausorchester Berlino, Erich Peter, 1981, Sterling)
- Concerto per violino in si minore op. 57 (Ed. 1933)

(Registrazione: Ulf Wallin (Violino), Renania-Palatinato Filarmonica di Stato, Werner Andreas Albert, CPO 2003)

### Musica da camera
- Sonata per violino solo in sol maggiore op. 33 (Kistner, 1913)
- Quartetto d'archi n. 1 in fa minore op. 43 (Kistner, 1918)
- Quartetto per archi n. 2 in mi minore op. 49 (Simrock, 1924)

### Organo
- Passacaglia e Fuga in re minore op. 55 (Ed. 1930)

(Registrazione: "Wachet auf, ruft uns die Stimme", Silvius von Kessel, 2000, Motette)
(Registrazione: "Orgelland Niederlausitz Vol.1", Lothar Knappe, 2003, H'ART)
- Kleine Toccata in mi minore

### Pianoforte
- Romantische Variationen über ein Originalthema (Variazioni romantiche su un tema originale) op. 42 (pubblicato 1917)

### Canzoni (lieder)
- Oltre 100 canzoni per voce e pianoforte, tra cui:
  - Op. 5, 6 Lieder für eine Mittlere Singstimme mit Begleitung Klaviers des., Una serie pubblicata nel 1901, tra cui Wiegenlied (canzone culla) op. 5 Nr. 3
  - Die Muschel (Il guscio) op. Nr. 9. 2 (poesia di Richard Schaukal pubblicato 1904)
  - Op. 10. Cinque canzoni per soprano con accompagnamento di pianoforte
  - Op. 15. Sei canzoni per mezzosoprano con accompagnamento di pianoforte
  - Op. 20. Cinque canzoni per baritono o mezzosoprano con accompagnamento di pianoforte
  - Op. 21. Cinque canzoni per mezzosoprano con accompagnamento di pianoforte.
  - Op. 22. Cinque canzoni per soprano o mezzosoprano con accompagnamento di pianoforte.

### Scritti
- Anton Bruckner. Leben und sein Schaffen (Anton Bruckner Vita e opere), 1922
- Franz Liszt. Pub. Lipsia: Reclam, 1925
- Beethoven. Die Grundlagen geistigen sciabiche Schaffens (Beethoven. Il fondamento mentale del suo lavoro), 1927